# Vassili Repnine
Le prince Vassili Anikititch Repnine (en russe : Василий Аникитич Репнин), né en 1696, et décédé en 1748, est un général de l'armée impériale russe.

## Biographie
Ce militaire russe fut entre autres commandant en chef de l'armée impériale de Russie pendant la guerre de Succession d'Autriche et gouverneur-général de Saint-Pétersbourg (1744).
Fils du prince Anikita Ivanovitch Repnine (1668-1726) et père de Nikolaï Vassilievitch Repnine, il fut mis à la tête de l'armée impériale au grade de commandant en chef pendant la guerre de Succession d'Autriche (1740-1748). Il contribua également à l'élaboration du traité d'Aix-la-Chapelle signé le 18 octobre 1748. En 1744, Élisabeth Ire de Russie le nomma gouverneur général de Saint-Pétersbourg.
Le prince Repnine décéda sur le chemin du retour à Riga et y fut enterré à l'église Saint-Alexis, comme son père.